# Nullotitan
Nullotitan glaciaris is een plantenetende sauropode dinosauriër, behorende tot de Titanosauriformes, die tijdens het late Krijt leefde in het gebied van het huidige Argentinië.

## Vondst en naamgeving
In 1980 merkte geoloog Francisco E. Nullo op een heuvel van de Estancia Alta Vista, in de provincie Santa Cruz ten zuiden van de rivier de Centinela, de aanwezigheid op van sauropode botten. Hij maakte paleontoloog José Fernando Bonaparte hierop opmerkzaam. Bonaparte groef in 1981 een grote halswervel op die hij meldde als een cf. Antarctosaurus. Tussen 13 en 17 januari en 14 tot 19 maart 2019 werden er nieuwe opgravingen verricht. Het lukte de oude vindplaats opnieuw te lokaliseren en daarbij werd een nieuwe vindplaats ontdekt op de Estancia La Anita. Hierbij kwam op een oppervlakte van tweeduizend vierkante meter een heel nieuwe fauna aan het licht, waaronder zes concentraties botten die aan de oorspronkelijke vondst konden worden toegewezen, die nu herkend werd als een nieuwe sauropodensoort.
In 2019 werd de typesoort Nullotitan glaciaris benoemd en beschreven door Fernando Emilio Novas, Federico Lisandro Agnolin, Sebastián Rozadilla, Alexis Mauro Aranciaga-Rolando, Federico Brisson-Egli, Matias Javier Motta, Mauricio Cerroni, Martín Daniel Ezcurra, Agustín Guillermo Martinelli, Julia S. D´Angelo, Gerardo Alvarez-Herrera, Adriel Roberto Gentil, Sergio Bogan, Nicolás Roberto Chimento, Jordi Alexis García-Marsà, Gastón Lo Coco, Sergio Eduardo Miquel, Fátima F. Brito, Ezequiel Iganacio Vera, Valeria Susana Perez Loinaze, Mariela Soledad Fernández en Leonardo Salgado. Het grote aantal auteurs is een gevolg van het feit dat in het artikel de hele fauna werd beschreven waar iedere expert zijn deel aan leverde. De geslachtsnaam eert Nullo en verbindt zijn naam met een Grieks "titan": de titanen waren een geslacht van krachtige reuzen. De soortaanduiding verwijst naar de Perito Morenogletsjer die boven de vindplaats uit torent.

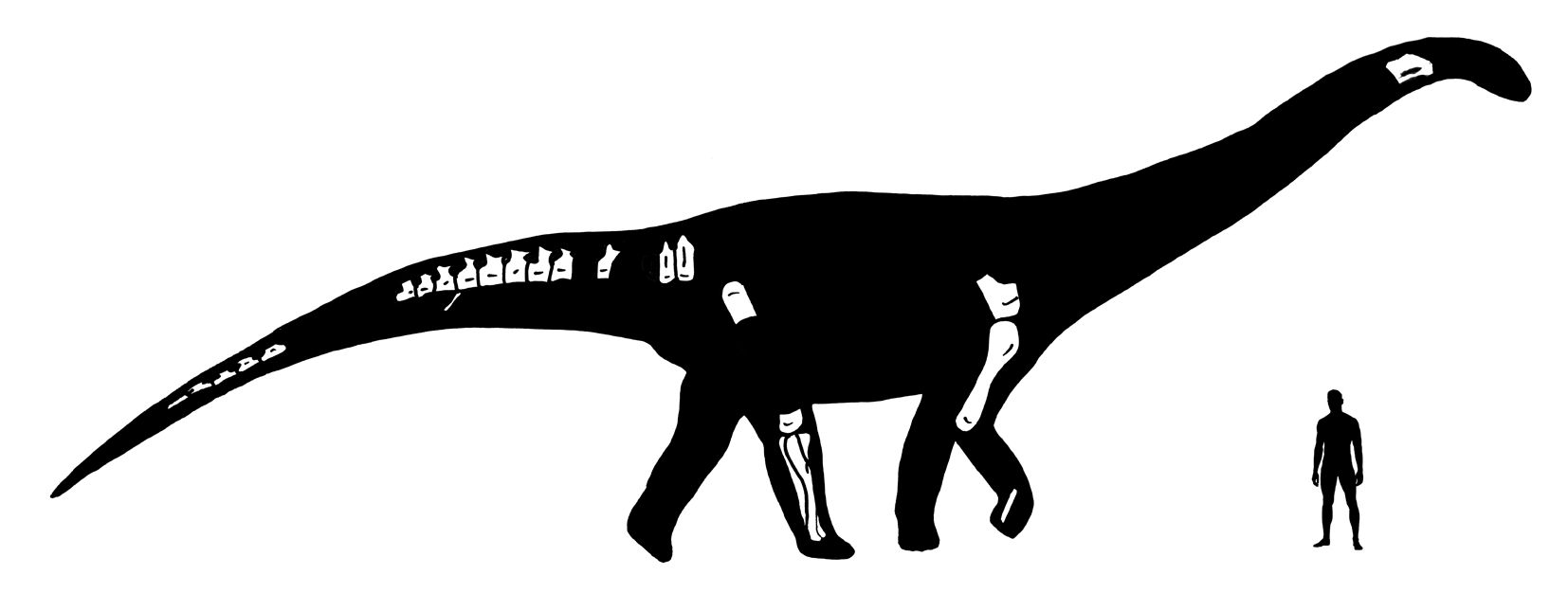
Diagram van de gevonden botten

Het holotype, MACN-PV 18644; MPM 21542, is gevonden in een laag van de onderste Chorrilloformatie die dateert uit het Campanien-Maastrichtien. Het bestaat uit een gedeeltelijk skelet zonder schedel. Bewaard zijn gebleven: een derde halswervel (het door Bonaparte in 1981 gevonden specimen MACN-PV 18644), staartwervels, een nekrib, stukken rib, een linkerschouderblad, de uiteinden van een rechterdijbeen, een rechterscheenbeen, een rechterkuitbeen en een rechtersprongbeen. Deze botten werden verspreid gevonden maar werden aangenomen één individu te vertegenwoordigen.
Daarnaast werden verschillende specimina toegewezen. MPM 21545 is een fragmentarisch skelet waarvan slechts een opperarmbeen, een rib en een wervel gevonden is. Het lag op honderd meter van het holotype en hoger op de helling zodat het waarschijnlijk om een ander individu gaat dat ook duidelijk kleiner is dan het typespecimen. MPM 21546 bestaat uit losse achterste staartwervels. MPM 21547 bestaat uit een reeks van vijf middelste staartwervels die op een andere positie zijn aangetroffen. Deze zijn nog niet opgegraven. MPM 21548 is weer op een andere positie gevonden en bestaat uit een linkerscheenbeen. Enkele meters verderop lag specimen MPM 21549, een voorste middelste staartwervel. Eierschalen en tanden van sauropoden zijn ook op deze positie geborgen. Nergens zijn osteodermen aangetroffen. De fossielen maken deel uit van de collectie van het Museo Regional Provincial “Padre Molina”, met uitzondering van de oorspronkelijke halswervel die bewaard wordt in het Museo Argentino de Ciencias Naturales “Bernardino Rivadavia”.

## Beschrijving

### Grootte en onderscheidende kenmerken
Nullotitan is een reusachtige sauropode. De gevonden resten van het holotype wijst op een dier van ruim twintig meter lengte.
De beschrijvers wisten enkele onderscheidende kenmerken vast te stellen. Twee daarvan zijn autapomorfieën, unieke afgeleide eigenschappen. De voorste en middelste staartwervels hebben zijkanten en onderkanten die uitgehold worden door talrijke grote inzinkingen die echter de botwand niet doorboren. Het kuitbeen heeft van voren of achteren bezien een opvallende golvende buiging.
Daarnaast is er een unieke combinatie van op zich niet unieke kenmerken. De wervellichamen van de voorste staartwervels zijn opvallend kort, tweemaal breder overdwars dan horizontaal lang. Bij de middelste staartwervels bevindt zich een grote trog op de zijkant die van boven afgedekt wordt door het zijuitsteeksel. De staartwervels zijn niet gepneumatiseerd. De middelste staartwervels hebben een diepe lengtetrog op de onderzijde begrensd door twee dikke richels. Het onderste uiteinde van het scheenbeen is van sterk voor naar achter afgeplat en meer overdwars verbreed dan bij andere titanosauriërs.

### Skelet
De halswervel van het holotype is langwerpig met een lengte van vijfenveertig centimeter en tamelijk laag met een hoogte van tweeëntwintig centimeter, afgezien van de afgebroken wervelboog. De zijkant wordt doorboord door een grote ovale pleurocoel. De onderkant is plat. Het bot heft intern vele kleine luchtkamers, camellae.
De voorste staartwervels hebben een ovaal voorste facet. De zijkanten lopen steil schuin naar beneden af. De zijuitsteeksels zijn hoog en van voor naar achteren afgeplat. De eerste staartwervel is ongeveer vijfentwintig centimeter lang en veertig breed. De uithollingen op de zijkanten zijn willekeurig verspreid, gescheiden door richels. Ze zijn langwerpig en lopen in de lengterichting. Wellicht waren er epaxiale pezen in verankerd, die de staart geheven hielden. De middelste staartwervls zijn vierkant in zijaanzicht, hebben een bolle cotyle aan de achterkant, een diepe lengtetrog op de onderzijde, talrijke maar ondiepere uithollingen, en korte kegelvormige zijuitsteeksels op de middelste hoogte geplaatst. De Musculus caudofemoralis, de grote retractorspier die het dijbeen naar achteren trok, liep door tot de zestiende wervel. De procoele achterste staartwervels zijn langwerpig, afgeplat en met een kegelvormige cotyle.
Het schouderblad toont weinig details. Er bevindt zich een bult op de binnenzijde, boven het niveau van de processus acromialis, dicht bij de voorrand/bovenrand. Op de binnenzijde ligt ook een uitsteeksel aan de onderrand.
Het opperarmbeen van MPM 21545 is 114 centimeter lang. Het is relatief slank, met een robuustheidsindex (onderste breedte gedeeld door lengte) van 2,8. De deltopectorale kam is relatief kort met de onderrand op een kwart van de schachtlengte van boven gemeten, een basaal kenmerk.
Het dijbeen heeft onderste gewrichtsknobbels die ongeveer even groot zijn. De onderste schacht is sterk van voor naar achter afgeplat, tot tien centimeter. Het scheenbeen van het holotype heeft een lengte van 105 centimeter. Het is robuust en onderaan extreem overdwars verbreed. Het kuitbeen is 109 centimeter lang. Het is robuust met een RI van 0,4 maar niet extreem. De schacht bolt naar buiten toe. De uiteinden zijn sterk van voor naar achter verbreed. Het bovenvlak loopt horizontaal. Het sprongbeen heeft een lage opgaande tak en een sterke verbreding naar binnen.

## Fylogenie
Nullotitan werd in 2019 binnen de Titanosauria in de Colossosauria geplaatst, zij het onder voorbehoud daar geen exacte kladistische analyse was uitgevoerd.